# NGC 3766
NGC 3766 (również OCL 860 lub ESO 129-SC27) – gromada otwarta znajdująca się w gwiazdozbiorze Centaura. Została odkryta w 1751 roku przez Nicolasa de Lacaille. Jest położona w odległości ok. 7,2 tys. lat świetlnych od Słońca.

## Obserwacje i odkrycia
W czerwcu 2013 roku szwajcarscy astronomowie ogłosili odkrycie w gromadzie nowego typu gwiazd zmiennych. Wyniki uzyskano podczas siedmioletniego okresu obserwacyjnego gromady, za pomocą należącego do ESO 1,2-metrowego teleskopu Eulera w obserwatorium La Silla w Chile. Program był częścią programu obserwacyjnego 27 gromad otwartych, w tym 12 z nieba półkuli południowej i 15 z północnej. Obserwacje były prowadzone od 2002 do 2009 roku, przez kolejne 4 lata trwała analiza uzyskanych danych obserwacyjnych. 
W 36 gwiazdach gromady zaobserwowano bardzo dużą regularność zmian jasności na poziomie 0,1% normalnej jasności gwiazdy. Zmiany miały okresy (w zależności od gwiazdy) pomiędzy dwoma a dwudziestoma godzinami. Nowe gwiazdy zmienne są nieco gorętsze i jaśniejsze od Słońca, a niektóre z nich bardzo szybko rotują. Obecne modele teoretyczne nie przewidują tego typu gwiazd zmiennych, a przyczyna zmienności pozostaje obecnie nieznana.